# Suriyamarin
Chao Phra Somdet ou Ekkathat (Thai: สมเด็จ พระเจ้า เอก ทัศ) était le 45e roi de Thaïlande, de 1758 à 1767. Il est le fils de Maha Tammaratchathirat II, avant la chute du royaume d'Ayutthaya. Il était aussi appelé Ekkathat (« celui avec un seul œil »), car il a été soupçonné d'avoir perdu l'un de ses yeux. En outre, il été appelé par les gens de l'époque « Khun Luang Khi Ruean » (thaï : ขุนหลวง ขี้เรื้อน), ce qui signifie « le roi galeux », il a été également soupçonné d'avoir eu la lèpre).